# Rachispoda quadriseta
Rachispoda quadriseta är en tvåvingeart som först beskrevs av Oswald Duda 1938.  Rachispoda quadriseta ingår i släktet Rachispoda och familjen hoppflugor. Inga underarter finns listade i Catalogue of Life.